# 夏堀源三郎

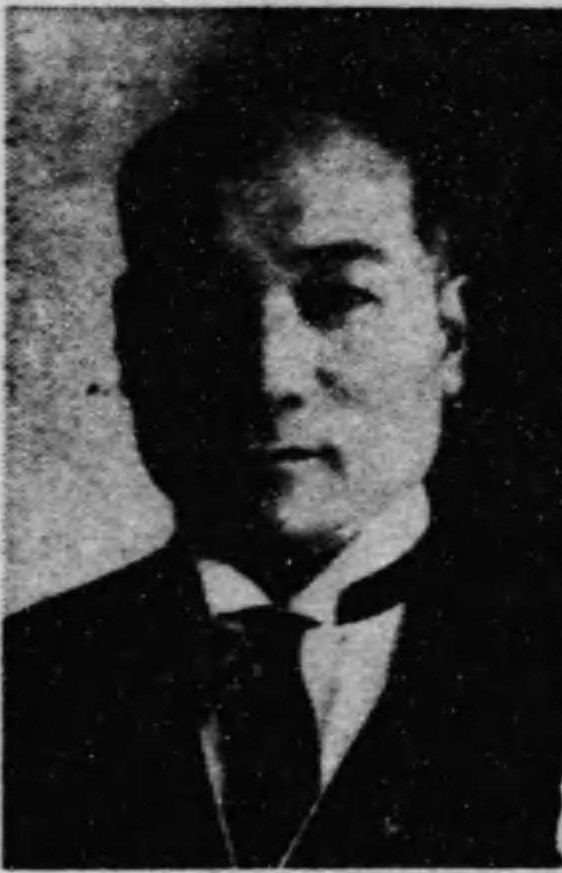
夏堀源三郎

夏堀 源三郎（なつぼり げんざぶろう、1887年4月6日 ‐ 1962年7月20日） は、日本の政治家。自由民主党衆議院議員（6期）。
自由民主党副総裁、自由民主党幹事長、衆議院議長等を務めた大島理森は甥に当たる。

## 生涯
1887年、青森県三戸郡地引村（現南部町）出身。生家は豪農だったが、源三郎が13歳のとき破産し、一家は八戸に移住した。八戸中（現・青森県立八戸高等学校）に学ぶ。卒業後、漁師となり、水産加工業を始める。1929年、八戸で湊川魚市場組合長に就任。1932年に株式会社化し、社長に就任した。その後、東北振興水産（1937年）、大洋冷凍母船、日南興産、東北冷蔵の各社長となり、八戸商工会議所会頭、青森県水産業会長、東北漁業出漁組合連合会長なども務めた。
1946年の第22回衆議院議員総選挙で青森県から日本自由党公認で立候補して初当選。6期務めた。民主自由党、自由党、日本民主党の各党総務、自由民主党中南米問題調査会副会長のほか、衆議院大蔵委員長を歴任した。1960年の第29回衆議院議員総選挙で落選。1962年7月20日、死去。